# 赤﨑秀平
赤﨑 秀平（あかさき しゅうへい、1991年9月1日 - ）は、鹿児島県いちき串木野市出身の元プロサッカー選手。現役時代のポジションはフォワード（FW）。

## 来歴

### プロ入り前
小中学生時代はクラブチームのパルティーダ鹿児島でプレーし、高校は佐賀県立佐賀東高校に進学し、天皇杯にも出場。浦和レッズからもオファーを受けたが、2010年、筑波大学へ進学。1年生でレギュラーに定着し、2010年、2012年に関東大学サッカーリーグ戦得点王を獲得した。関東大学サッカー通算で74試合48得点を記録し、同リーグの通算最多得点（渡邉千真の37得点）を更新した。なお、大学2年間、風間八宏から指導を受けた。ユニバーシアード日本代表として2011年深圳大会、2013年カザン大会に出場し、2011年は優勝、2013年は大会得点王となった。

### 鹿島アントラーズ
2013年4月に翌年の鹿島アントラーズ加入内定が発表され、同月には特別指定選手として鹿島に登録され、8月3日の大宮アルディージャ戦でJ1デビューを果たした。
2014年、鹿島に加入。4月16日のヤマザキナビスコカップ・仙台戦でプロ初ゴール。11月29日のJ1第33節・C大阪戦で、クラブの大卒加入者リーグ戦最多通算得点（5得点目）を記録した。
2015年、ブラジル人FWのダヴィやジネイが負傷した影響でコンスタントに出場機会を得て、ヤマザキナビスコカップでは準決勝までの4試合で2得点1アシストと結果を残しニューヒーロー賞を受賞、チームも優勝した。
FIFAクラブワールドカップ2016では、エース金崎夢生のコンディションが万全でないこともあって、1回戦vsオークランド・シティ戦で先発出場を果たすと、同点ゴールを記録。その後も引き続き先発に抜擢され続け、チームの準優勝に貢献した。

### ガンバ大阪
2017年3月11日、鹿島と対戦する公式戦には出場しないことを条件にガンバ大阪へ期限付き移籍することが発表された。10月4日、ルヴァンカップ準決勝第1戦のセレッソ大阪戦で移籍後初得点を決めた。しかし、出場機会は多く得られず同年の公式戦は19試合2得点に留まった。

### 川崎フロンターレ
2018年、川崎フロンターレに完全移籍で加入。しかし、層の厚いチャンピオンチームで主軸となれず、リーグ戦の出場は1試合に留まった。

### 名古屋グランパス
2019年1月12日、川崎と対戦する公式戦には出場しないことを条件に名古屋グランパスへ期限付き移籍することが発表された。3月2日のセレッソ大阪戦で移籍後初得点を含む2得点を決めた。

### ベガルタ仙台
2019年12月25日、ベガルタ仙台への完全移籍が発表。
2022年3月31日、海外クラブへの移籍を目指すため、ベガルタ仙台との契約を解除し退団した。

### 南葛SC
2022年7月27日、南葛SCへの完全移籍が発表された。
2023年1月5日、南葛SCとの契約を更新。だが1月17日、体調の問題によりアスリート活動の継続にドクターストップがかかったため、現役を引退すると発表された。

## プレースタイル
相手選手の視野から消え、スペースを作り、オフザボールで勝負する動きの質に自信を持つストライカー。関東大学リーグで2010年、2012年に得点王になるなど得点能力が高く、鹿島入団後も2015年に9得点を決め、ゴール数も増加している。そのプレースタイルから鹿島常務（当時）の鈴木満には「動き出しがいい。ヤナギ（柳沢敦）に似ている。 ボールを引き出すのがうまい」と評価されている。

## 所属クラブ
- パルティーダ鹿児島
- 2007年 - 2009年 佐賀県立佐賀東高校
- 2010年 - 2013年 筑波大学
  - 2013年4月 - 同年12月  鹿島アントラーズ（特別指定選手）
- 2014年 - 2017年  鹿島アントラーズ
  - 2017年3月 - 同年12月  ガンバ大阪（期限付き移籍）
- 2018年 - 2019年  川崎フロンターレ
  - 2019年  名古屋グランパスエイト（期限付き移籍）
- 2020年 - 2022年3月  ベガルタ仙台
- 2022年7月 - 同年12月  南葛SC

## 個人成績
| 国内大会個人成績 | 国内大会個人成績 | 国内大会個人成績 | 国内大会個人成績 | 国内大会個人成績 | 国内大会個人成績 | 国内大会個人成績 | 国内大会個人成績 | 国内大会個人成績 | 国内大会個人成績 | 国内大会個人成績 | 国内大会個人成績 |
| 年度             | クラブ           | 背番号           | リーグ           | リーグ戦         | リーグ戦         | リーグ杯         | リーグ杯         | オープン杯       | オープン杯       | 期間通算         | 期間通算         |
| 年度             | クラブ           | 背番号           | リーグ           | 出場             | 得点             | 出場             | 得点             | 出場             | 得点             | 出場             | 得点             |
| 日本             | 日本             | 日本             | 日本             | リーグ戦         | リーグ戦         | リーグ杯         | リーグ杯         | 天皇杯           | 天皇杯           | 期間通算         | 期間通算         |
| ---------------- | ---------------- | ---------------- | ---------------- | ---------------- | ---------------- | ---------------- | ---------------- | ---------------- | ---------------- | ---------------- | ---------------- |
| 2009             | 佐賀東高         | 10               | -                | -                | -                | -                | -                | 2                | 1                | 2                | 1                |
| 2011             | 筑波大           | 9                | -                | -                | -                | -                | -                | 2                | 1                | 2                | 1                |
| 2012             | 筑波大           | 9                | -                | -                | -                | -                | -                | 2                | 2                | 2                | 2                |
| 2013             | 筑波大           | 9                | -                | -                | -                | -                | -                | 2                | 3                | 2                | 3                |
| 2013             | 鹿島             | 36               | J1               | 1                | 0                | 0                | 0                | -                | -                | 1                | 0                |
| 2014             | 鹿島             | 18               | J1               | 15               | 5                | 3                | 2                | 1                | 0                | 19               | 7                |
| 2015             | 鹿島             | 18               | J1               | 22               | 7                | 5                | 2                | 2                | 0                | 29               | 9                |
| 2016             | 鹿島             | 18               | J1               | 24               | 2                | 4                | 0                | 5                | 2                | 33               | 4                |
| 2017             | 鹿島             | 18               | J1               | 0                | 0                | -                | -                | -                | -                | 0                | 0                |
| 2017             | G大阪            | 53               | J1               | 14               | 1                | 2                | 1                | 3                | 0                | 19               | 2                |
| 2018             | 川崎             | 9                | J1               | 1                | 0                | 2                | 0                | 1                | 0                | 4                | 0                |
| 2019             | 名古屋           | 32               | J1               | 21               | 5                | 7                | 4                | 1                | 0                | 29               | 9                |
| 2020             | 仙台             | 11               | J1               | 11               | 1                | 1                | 0                | -                | -                | 12               | 1                |
| 2021             | 仙台             | 11               | J1               | 33               | 1                | 2                | 0                | 0                | 0                | 35               | 1                |
| 2022             | 仙台             | 11               | J2               | 3                | 0                | -                | -                | -                | -                | 3                | 0                |
| 2022             | 南葛             | 40               | 関東1部          | 2                | 0                | -                | -                | -                | -                | 2                | 0                |
| 通算             | 日本             | 日本             | J1               | 142              | 22               | 26               | 9                | 13               | 2                | 181              | 30               |
| 通算             | 日本             | 日本             | J2               | 3                | 0                | -                | -                | -                | -                | 3                | 0                |
| 通算             | 日本             | 日本             | 関東1部          | 2                | 0                | -                | -                | -                | -                | 2                | 0                |
| 通算             | 日本             | 日本             | 他               | -                | -                | -                | -                | 8                | 7                | 8                | 7                |
| 総通算           | 総通算           | 総通算           | 総通算           | 147              | 22               | 26               | 9                | 21               | 9                | 194              | 37               |

- 2013年は特別指定選手登録

その他の国内公式戦
- 2016年
  - Jリーグチャンピオンシップ 2試合0得点
- 2022年
  - 全国社会人サッカー選手権大会 1試合0得点
  - KSL市原ペナルティカップ 1試合0得点

| 国際大会個人成績 | 国際大会個人成績 | 国際大会個人成績 | 国際大会個人成績 | 国際大会個人成績 | FIFA      | FIFA      |
| 年度             | クラブ           | 背番号           | 出場             | 得点             | 出場      | 得点      |
| AFC              | AFC              | AFC              | ACL              | ACL              | クラブW杯 | クラブW杯 |
| ---------------- | ---------------- | ---------------- | ---------------- | ---------------- | --------- | --------- |
| 2015             | 鹿島             | 18               | 3                | 1                | -         | -         |
| 2016             | 鹿島             | 18               | -                | -                | 4         | 1         |
| 2017             | 鹿島             | 18               | 1                | 0                | -         | -         |
| 2017             | G大阪            | -                | -                | -                | -         | -         |
| 2018             | 川崎             | 9                | 2                | 0                | -         | -         |
| 通算             | AFC              | AFC              | 6                | 1                | 4         | 1         |

その他の国際大会
- 2016年
  - スルガ銀行チャンピオンシップ 1試合出場0得点

出場歴
- Jリーグ初出場 - 2013年8月3日 J1第19節 vs大宮アルディージャ（県立カシマサッカースタジアム）
- 公式戦初得点 - 2014年4月16日 ナビスコカップGL第3節 vsベガルタ仙台（ユアテックスタジアム仙台）
- Jリーグ初得点 - 2014年5月17日 J1第14節 vs徳島ヴォルティス（県立カシマサッカースタジアム）

## タイトル

### クラブ
佐賀東高校
- 佐賀県サッカー選手権大会：1回（2009年）

筑波大学
- 茨城県サッカー選手権大会：3回（2011年、2012年、2013年）

鹿島アントラーズ
- J1リーグ：1回（2016年）
- J1・1stステージ：1回（2016年）
- Jリーグカップ：1回（2015年）
- 天皇杯全日本サッカー選手権大会：1回（2016年）
- FUJI XEROX SUPER CUP：1回（2017年）
- Jリーグ・スカパー！ニューイヤーカップ：1回（2015年）

川崎フロンターレ
- J1リーグ：1回（2018年）

### 個人
- 関東大学サッカー1部リーグ得点王：2回（2010年、2012年）
- ユニバーシアード・カザン大会得点王（2013年）
- ヤマザキナビスコカップ ニューヒーロー賞（2015年）

## 代表歴

### 出場大会
- U-18日本代表
- ユニバーシアード日本代表
  - 2011年 - ユニバーシアード・深圳大会
  - 2013年 - ユニバーシアード・カザン大会